# John Watson (Produzent)

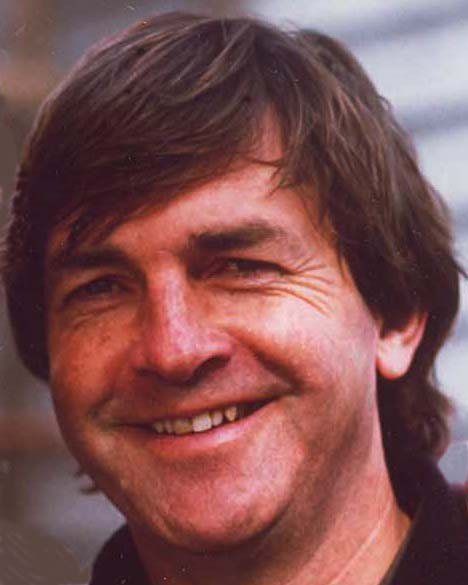
John Watson

John Watson (* vor 1950 in Poyntington, West Dorset, England) ist ein britischer Filmproduzent, Drehbuchautor und Filmregisseur, der zusammen mit Pen Densham  1974 für die Kurzfilme Life Times Nine und 1981 Don’t Mess with Bill jeweils für einen Oscar in der Kategorie „Bester Kurzfilm“ nominiert war.

## Biografie
Watson ist der Sohn des gleichnamigen Cricketspielers, der für den Somerset County Cricket Club spielte. Er ging zur Sherborne School in Dorset, einer Internatsschule für Jungen. Anschließend besuchte er das Churchill College der University of Cambridge. In seiner frühen Karriere arbeitete Watson hauptsächlich in Toronto, wo er auf Pen Densham traf, mit dem zusammen er Insight Productions gründete und in einem Zeitraum von zehn Jahren für mehr als hundert Filme tätig war. Das Duo drehte sowohl Kurzfilme, Dokumentarfilme, Lehrfilme, Fernsehdramen sowie auch Specials und konnte über siebzig internationale Auszeichnungen verbuchen, darunter auch zwei Oscar-Nominierungen. If Wishes Were Horses, eine dramatische Folge der Fernsehserie Teleplay, in der ein Pferdebesitzer um das Leben seines Tieres kämpft, wurde mit vierzehn Preisen ausgezeichnet und machte Norman Jewison auf Watsons und Denshams Arbeit aufmerksam.
Watson und Densham zog es nach ihrer Zeit in Toronto nach Los Angeles, wo man sich auf Spielfilme konzentrieren wollte. Ihr erstes Projekt war 1985 die dramatische Komödie The Zoog-Gang. Sie führten Regie, schrieben das Drehbuch und produzierten den Film auch selbst. Die Filmhandlung dreht sich um obdachlose Kinder, die im Club „The Zoo“ ein neues Zuhause finden. Es folgten das Horrordrama Der Kuss (1988) und der Abenteuerfilm Mein Kumpel, der Kobold (1990). Mit dem Action-Kriminaldrama Backdraft – Männer, die durchs Feuer gehen (1991) und dem Abenteuer-Drama Robin Hood – König der Diebe (1991) mit Kevin Costner in der Titelrolle hatten Watson und Densham ihren Durchbruch. Ihre Zusammenarbeit setzten sie mit dem Kriminaldrama Explosiv – Blown Away (1994) mit Jeff Bridges und Tommy Lee Jones in den Hauptrollen, dem Sci-Fi-Film Tank Girl mit Lori Petty, Ice-T und Naomi Watts sowie der Literaturverfilmung nach Daniel Defoe Moll Flanders (1996) mit Robin Wright und Morgan Freeman fort. Weitere Filme und Arbeiten fürs Fernsehen schlossen sich an. Alle ihre Projekte wurden unter dem Banner ihrer gemeinsam gegründeten Entertainment Firma Trilogy Group und unter der Aufsicht von John Watson von Grund auf neu entwickelt. So waren sie mit ihrer Firma beispielsweise auch als kreative Berater bei dem Boxerfilm Rocky II (1979), dem autobiografischen Musikfilm Nashville Lady (1980), dem Actionfilm Nachtfalken (1981), dem Tanzfilm Footloose und dem Krimidrama Quicksilver (1986) tätig.
Watson hat mehr als 300 Stunden Netzwerk- und Kabelfernsehen produziert, darunter die für den Bezahlfernsehsender TNT Film produzierten Filme Buffalo Soldiers (1997) und Houdini – Flirt mit dem Tod (1998) sowie sieben Staffeln von Outer Limits – Die unbekannte Dimension (1995–2002) und vier Staffeln von Poltergeist – Die unheimliche Macht (1996–1999). Er entwickelte fürs Fernsehen die CBS-Serie Die glorreichen Sieben (1998–2000) und war auch Mitbegründer der TNT-Serie Breaking News, wo er auch als ausführender Produzent auftrat, ebenso wie in den Serien Carrie und Twilight Zone.
Watson schrieb auch jeweils ein Drehbuch zu Tom Wolfes Roman Ich bin Charlotte Simmons (Originaltitel I Am Charlotte Simmons) und Richard Condons Roman An Infinity of Mirrors. Zudem ist er außerordentlicher Professor an der USC School of Cinematic Arts.

## Filmografie (Auswahl)
– Produzent/Ausführender Produzent, wenn nicht anders angegeben –
- 1973: Life Times Nine (Kurzfilm)
- 1974: Thoroughbred (Dokumentar-Kurzfilm; + Autor, Regie, Schnitt)
- 1976: Teleplay (Fernsehserie, Folge If Wishes Were Horses)
- 1980: Don’t Mess with Bill (Dokumentar-Kurzfilm)
- 1985: Zoo Gang (The Zoo Gang + Autor + Regie)
- 1988: Der Kuss (The Kiss)
- 1990: Mein Kumpel, der Kobold (A Gnome Named Gnorm, auch Upworld, + Autor)
- 1991: Backdraft – Männer, die durchs Feuer gehen (Backdraft)
- 1991: Robin Hood – König der Diebe (Robin Hood: Prince of Thieves) (+ Autor)
- 1993: Space Rangers (Fernsehserie, Folge Fort Hope)
- 1994: Explosiv – Blown Away (Blown Away)
- 1995: Tank Girl
- 1995–2002: Outer Limits – Die unbekannte Dimension (Fernsehserie, 89 Folgen)
- 1996: Moll Flanders
- 1996: Die dicke Vera (Larger Than Life)
- 1996–1999: Poltergeist – Die unheimliche Macht (Fernsehserie, 69 Folgen)
- 1997: Buffalo Soldiers (Fernsehfilm)
- 1998: The Wonderful World of Disney (Fernsehserie, Folge Mr. Headmistress)
- 1998: Houdini – Flirt mit dem Tod (Houdini)
- 1998–2000: Die glorreichen Sieben (Fernsehserie, 9 Folgen; + Autor)
- 2002: Lost Heaven (The Dangerous Lives of Altar Boys)
- 2002: Spuren in den Tod (Brother’s Keeper)
- 2002: Carrie
- 2002, 2003: Twilight Zone (Fernsehserie, Folgen The Pool, Rewind und Burned)
- 2005: Taj Mahal: An Eternal Love Story
- 2007: Just Buried
- 2013: Phantom
- 2014: Stray (Kurzfilm; + Autor, Regie, Schnitt, Effekte, Sound)
- 2017: The Mad Whale
- 2018: The Adventures of Thomasina Sawyer
- 2019: Harriet – Der Weg in die Freiheit (Harriet)

## Auszeichnungen (Auswahl)
- Oscarverleihung 1974[2]
  - Oscarnominierung gemeinsam mit Pen Densham für und mit dem Kurzfilm Life Times Nine in der Kategorie „Bester Kurzfilm“. Der Oscar ging jedoch an Allan Miller und William Fertik und ihren Film The Bolero, der zeigt, wie die Musiker des Los Angeles Philharmonic Orchestra sich auf die Vorführung von Ravels Orchesterstück Boléro vorbereiten. Life Times Nine erzählt davon, wie junge Studenten Werbespots kreieren und inszenieren, in denen das Leben quasi verkauft wird, als sei es ein Produkt.
- Oscarverleihung 1981[3]
  - Oscarnominierung gemeinsam mit Pen Densham für und mit dem Dokumentar-Kurzfilm Don’t Mess with Bill in der Kategorie „Bester Dokumentar-Kurzfilm“. Ausgezeichnet wurden jedoch Roland Hallé und Peter W. Ladue und ihr Film Karl Hess: Toward Liberty, der das Leben des US-amerikanischen Autors, Philosophen und politischen Aktivisten Karl Hess beschreibt. Don’t Mess with Bill zeigt den zu diesem Zeitpunkt 84-jährigen Bill Underwood, der Defendo, eine kanadische Kampfkunst, erschaffen hat.

CableACE Awards
- 1995: Gewinner CableACE zusammen mit Pen Densham und Richard Barton Lewis
in der Kategorie „Dramatische Serie“ mit und für The Outer Limits

Gemini Awards
- 1996: nominiert zusammen mit Richard Barton Lewis, Pen Densham, Justis Greene und James Nadler
in der Kategorie „Beste Miniserie“ mit und für The Outer Limits, Episode: Sandkings
- 1997: Gewinner zusammen mit James Nadler, Richard Barton Lewis, Brad Wright, Brent-Karl Clackson und Pen Densham
 in der Kategorie „Beste dramatische Episode“ mit und für The Outer Limits, Episode: A Stitch in Time
- 1998: nominiert zusammen mit Jonathan Glassner, Sam Egan, Brent-Karl Clackson, Brad Wright, Richard Barton Lewis, James Nadler und Pen Densham in der Kategorie „Beste dramatische Serie“ mit und für The Outer Limits
- 2000: nominiert zusammen mit Sam Egan, Brent-Karl Clackson, Richard Barton Lewis und Pen Densham
in der Kategorie „Beste dramatische Serie“, For season IV.
- 2001: nominiert zusammen mit Richard Barton Lewis, Mark Stern, Brent-Karl Clarkson, Pen Densham und Sam Egan
in der Kategorie „Beste dramatische Serie“ mit und für The Outer Limits